# 오픈 대학교

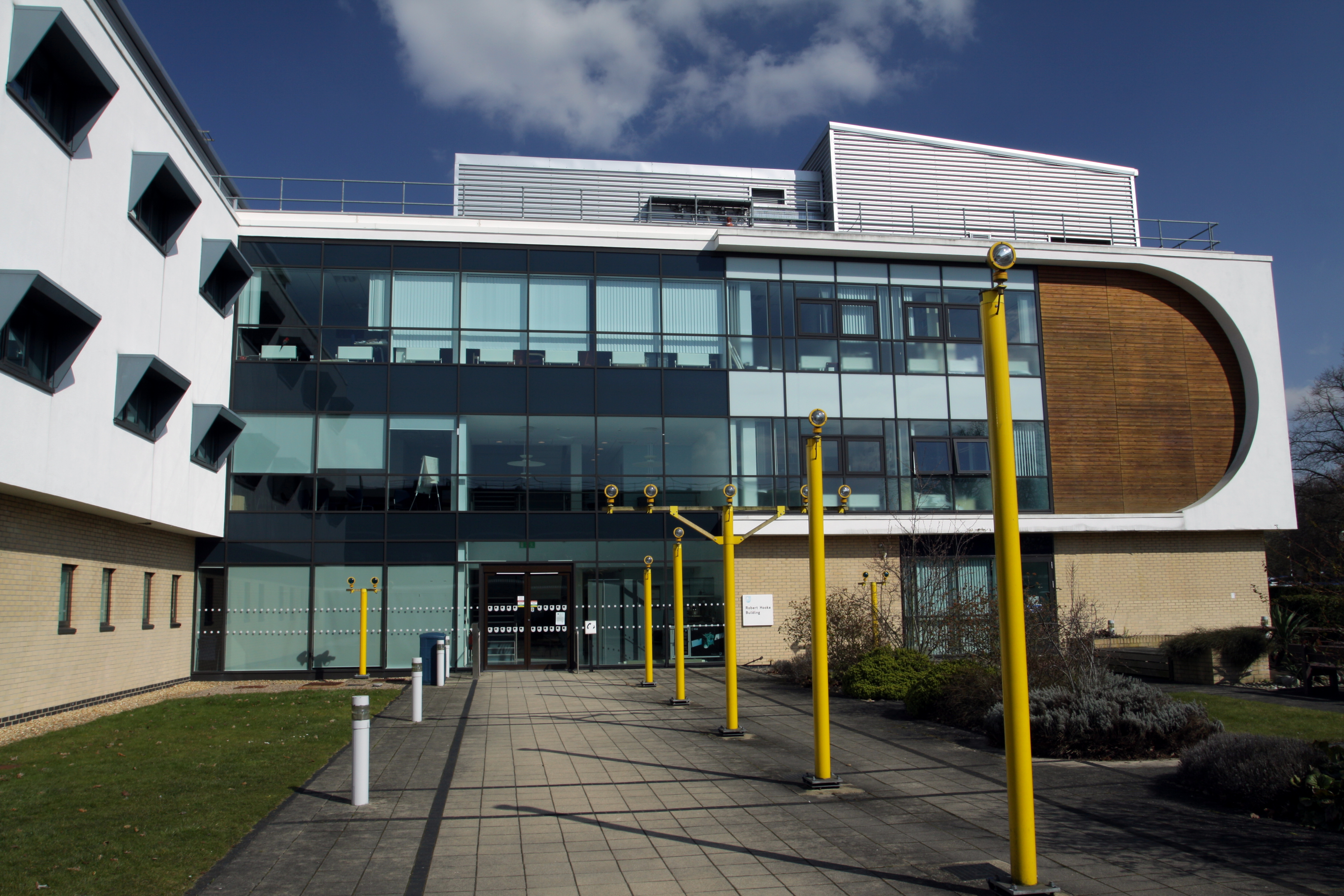

오픈 대학교(The Open University)는 영국 잉글랜드 버킹엄셔주 밀턴 케인스에 있는 4년제 국립 대학교이며 1969년에 첫 개교하였다. 오픈대학교는 1969년에 설립되었으며 1971년 1월 첫 학생이 등록하였다. 대학 본부는 버킹엄셔주 밀턴킨즈의 월튼 홀(Walton Hall)을 기반으로 하지만 영국의 다른 지역에 관리 센터를 두고 있다. 또한 다른 유럽 국가에도 존재한다. 대학은 학부 및 대학원 학위 뿐만 아니라 학위, 수료증 또는 평생 교육 크레딧과 같은 비 학위자격도 부여한다.

## 같이 보기
- 한국방송통신대학교